# Chrisye
Chrisye, właśc. Chrismansyah Rahadi (ur. 16 września 1949 w Dżakarcie, zm. 30 marca 2007) – indonezyjski piosenkarz, gitarzysta i autor tekstów.
Karierę muzyczną rozwinął wraz z dołączeniem do formacji Guruh Gipsy. W trakcie swojej kariery wydał 28 albumów. Wśród przebojów, które wylansował, są takie utwory jak „Badai Pasti Berlalu” i „Lilin-Lilin Kecil”. Cztery spośród jego utworów znalazły się w zestawieniu 150 indonezyjskich utworów wszech czasów, ogłoszonym na łamach miejscowego wydania magazynu „Rolling Stone” („Lilin-Lilin Kecil” na pozycji 13., „Merpati Putih” na pozycji 43., „Anak Jalanan” na pozycji 72., „Merepih Alam” na pozycji 90.).
Zmarł na raka płuc w 2007 roku.

## Dyskografia (wybór)
- 1976: Lilin Kecil
- 1976: Jurang Pemisah
- 1977: Badai Pasti Berlalu
- 1977: Sabda Alam
- 1979: Percik Pesona
- 1979: Puspa Indah Taman Hati
- 1980: Pantulan Cinta
- 1983: Resesi
- 1983: Metropolitan
- 1984: Nona
- 1985: Sendiri
- 1986: Hip Hip Hura
- 1988: Kisah Cinta
- 1987: Nona Lisa
- 1990: Pergilah Kasih
- 1992: Cintamu Telah Berlalu

Źródło: .